# Tommy Macias
Pour les articles homonymes, voir Macias.
Tommy Macias, né le 20 janvier 1993, est un judoka suédois évoluant dans la catégorie des moins de 73 kg (poids légers). Il a remporté la médaille d'or des Jeux européens de 2019 dans sa catégorie.

## Palmarès

### Palmarès international
| Année | Compétition           | Lieu     | Résultat | Catégorie      |
| ----- | --------------------- | -------- | -------- | -------------- |
| 2017  | Championnats d'Europe | Varsovie | 3e       | Moins de 73 kg |
| 2018  | Championnats d'Europe | Tel Aviv | 3e       | Moins de 73 kg |
| 2019  | Jeux européens        | Minsk    | 1er      | Moins de 73 kg |
| 2020  | Championnats d'Europe | Prague   | 3e       | Moins de 73 kg |
| 2021  | Championnats du monde | Budapest | 2e       | Moins de 73 kg |